# アルタヴァッレ
アルタヴァッレ（イタリア語: Altavalle）は、イタリア共和国トレンティーノ＝アルト・アディジェ州トレント自治県にある、人口約1,600人の基礎自治体（コムーネ）。
2016年1月1日にファヴェル、グラウノ、グルーメスとヴァルダが合併して発足した。

## 地理

### 位置・広がり

#### 隣接コムーネ
隣接するコムーネは以下の通り。括弧内のBZはボルツァーノ自治県所属を示す。
- カプリアーナ
- チェンブラ・リジニャーゴ (チェンブラ)
- サロルノ・スッラ・ストラーダ・デル・ヴィーノ (BZ)
- セゴンツァーノ
- ソヴェール

## 行政

### 分離集落
アルタヴァッレには、以下の分離集落（フラツィオーネ）がある。
- Faver (sede comunale), Grauno, Grumes, Valda